# Czarna (dopływ Wisły)
Czarna Staszowska (Czarna) – rzeka w południowo-wschodniej Polsce, lewobrzeżny dopływ górnej Wisły. Płynie przez teren województwa świętokrzyskiego, główna rzeka powiatu staszowskiego.

## Przebieg

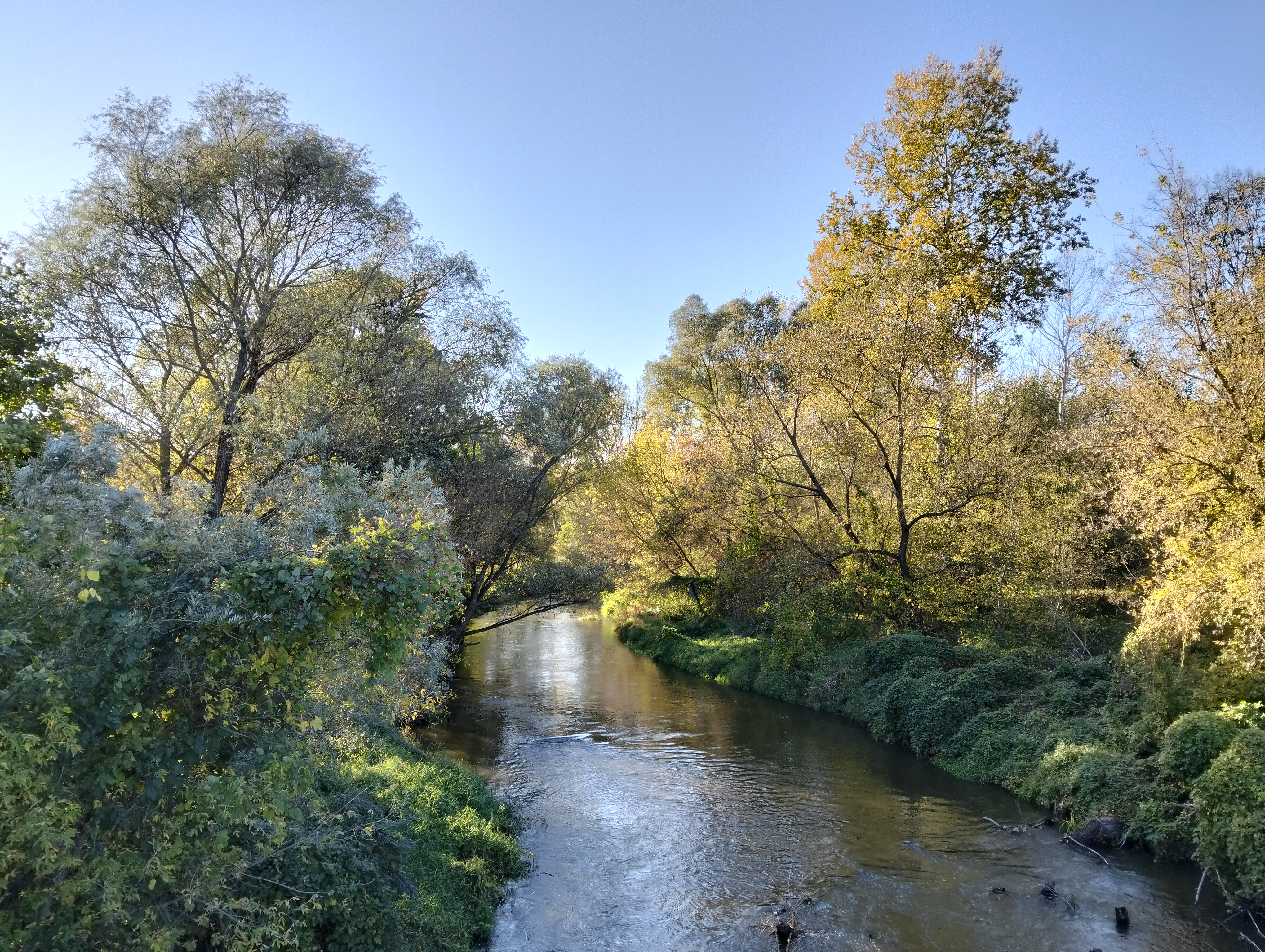
Czarna w Połańcu

Swoje początki rzeka ma w kilku miejscach. Jedno to torfowisko "Białe Ługi", gdzie wybijają wody spod Góry Kamień, Góry Stołowej i Góry Włochy (na wysokościach 302 - 408 m n.p.m.).
W okolicy Smykowa (na wysokości 246 m n.p.m.) od południa dopływa drugi strumień źródłowy Czarnej, zwany Gwiazdówką, wypływający w tzw. "Wodzienicy" - Kolonia, na wysokości 280 m n.p.m. pomiędzy miejscowościami Drugnia i Wierzbie.
Po połączeniu Czarna przepływa w pobliżu Rakowa, przez pastwiska stepowe Kotuszowa, Kurozwęk, następnie przez Staszów, gdzie ma charakterystyczne piaszczyste brzegi. Dalej mija Rytwiany, a przy Połańcu (między Winnicą a Zawadą) wpada do Wisły. Ujście rzeki znajduje się na wysokości 154 m n.p.m. w obrębie Niecki Połanieckiej.
Czarna przepływa kolejno przez (wybór): Pągowiec k. Rakowa, Kotuszów, Staszów, Rytwiany, Połaniec.

## Dorzecze
Zlewnię Czarnej można podzielić na dwa rejony: dorzecze rzeki Wschodniej (ok. 680 km²) oraz dorzecze właściwe rzeki Czarnej (bez dorzecza Wschodniej, ok. 698 km²).
Na 34. kilometrze Czarnej zbudowany jest zbiornik retencyjny Chańcza. Na odcinku od źródła do Chańczy rzeka niesie wody II klasy, żyją w niej między innymi raki i pstrągi. Wpadająca do zalewu rzeka Łagowica wprowadza wody poza klasowe, co obniża jakość wody w dalszym biegu Czarnej do klasy III. Od lat utrzymuje się w III ogólnej klasie czystości, pod względem fizyko-chemicznym nawet w I i II.

### Dopływy
- Łukawka (L)
- Grodno (L)[1]
- Średnica (L)[1]
- Łagowica (L)
- Wschodnia (P)
- Desta[3][4] (Desna według skanu mapy[5]) (L)

## Powodzie i regulacja rzeki

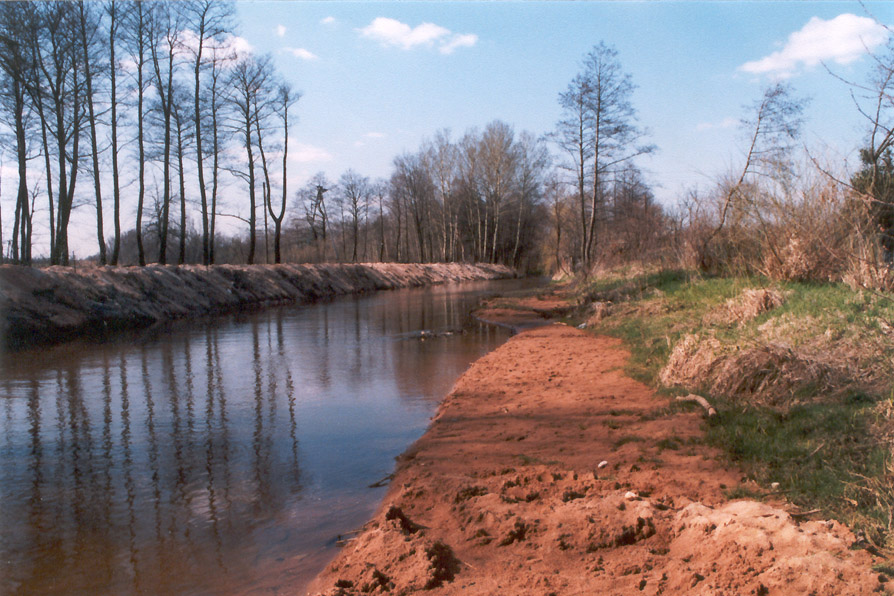
Regulacja koryta Czarnej w obrębie Staszowa

Czarna zbiera wody ze wschodniej części Gór Świętokrzyskich, przez co stwarza zagrożenie powodziowe prawie każdej wiosny w czasie roztopów. Szczególnie narażone są małe miejscowości w górnym biegu rzeki. Dla miejscowości poniżej zalewu Chańcza dodatkowym czynnikiem powodziowym jest upuszczanie nadmiernie nagromadzonej wody ze zbiornika w momencie przepełnienia w czasie powodzi. Od 2004 roku prowadzono prace regulujące bieg rzeki w obrębie miasta Staszowa. 

## Przyroda

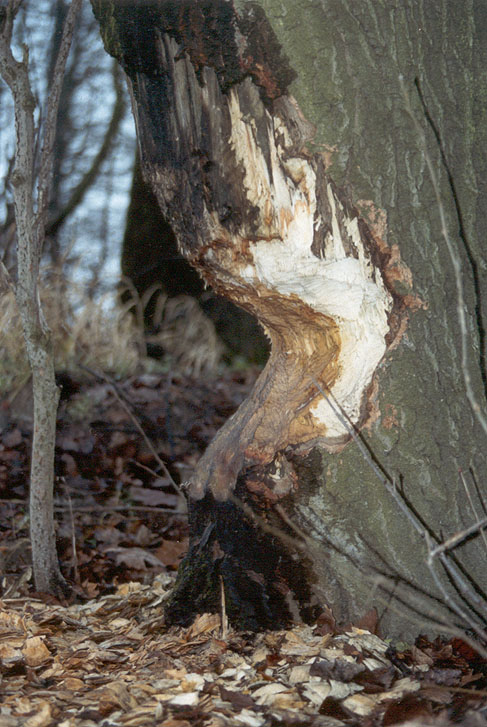
Drzewo nad Czarną zgryzane przez bobry

Czarna Staszowska wykształciła dolinę o płaskim dnie i miejscami o stromych zboczach (okolice Rakowa). Dno rzeki jest piaszczyste, żwirowo-kamienne, przy ujściu muliste. Brzegi średnio wysokie i niskie, przeważnie porośnięte olchą lub lasami sosnowymi.
Rzekę zamieszkuje ok. 20 gatunków ryb z ośmiu rodzin: karpiowate, ciernikowate, szczupakowate, piskorzowate, łososiowate, dorszowate, okoniowate, przylgowate. W środkowym i dolnym odcinku rzeki dominują karpiowate. W górnym odcinku dominuje okoń, pstrąg potokowy, płoć i śliz, stwierdzono także występowanie piekielnicy. Ciekawym okazem ichtiofauny jest bezszczękowy minóg strumieniowy oraz jego krewniak minóg ukraiński jak i hybrydy tych dwóch gatunków. Gatunkiem introdukowanym jest amur biały.
Czarna zamieszkana jest przez bobry, które na zakolach rzeki przed Staszowem zostawiają wiele śladów swojej bytności.